# Luetkesaurus
Lutkesaurus
Genre
Synonymes
- †Lutkesaurus Kiprijanoff, 1883

Luetkesaurus est un genre fossile de Plésiosaures considéré comme nomen dubium et sans définition d'espèce nomen nudum.

## Historique
Luetkesaurus est un genre fossile de plésiosaure du Crétacé supérieur de ce qui est aujourd'hui l'oblast de Koursk, dans l'ouest de la Russie. 
Le nom valide complet (avec auteur) de ce taxon est Luetkesaurus Kiprijanoff (d), 1883,.
Aucune espèce type n'a jamais été désignée. Le genre est considéré comme douteux, en raison des faibles fossiles trouvés (dents et vertèbres isolées).

### Étymologie
Luetkesaurus a été nommé pour la première fois en 1883 par le paléontologue russe Valerian Alexandrovitch Kiprijanoff (d) (1818-1889), en l'honneur du paléontologue et zoologiste danois Christian Frederik Lütken (1827-1901) 

### Synonymes
Selon GBIF en 2024, Luetkesaurus a pour synonyme :
- †Lutkesaurus Kiprijanoff, 1883

Selon Paleobiology Database en 2024, ce genre est déclaré synonyme de Polyptychodon en 1889 par Richard Lydekker, puis déclaré nomen nudum en 1962 par Samuel Paul Welles,.

### Publication originale
- [1883] (de) W. A. Kiprijanoff, « Studien über die Fossilen Reptilien Russlands - III. Gattung Lütkesaurus n. », Mémoires de l'Académie impériale des sciences de St.-Pétersbourg, Russie, 7e série, vol. 31,‎ 1883, p. 35-47 (lire en ligne, consulté le 1er décembre 2024). .